# Гунгашань
Гунгаша́нь (Гонгга, Конка, Ганг-ка, Гонгга-Шань; кит. трад. 贡嘎山, пиньинь Gònggá shān) — гора в системе гор Дасюэшань, наивысшая гора в провинции Сычуань, Китай.

## История

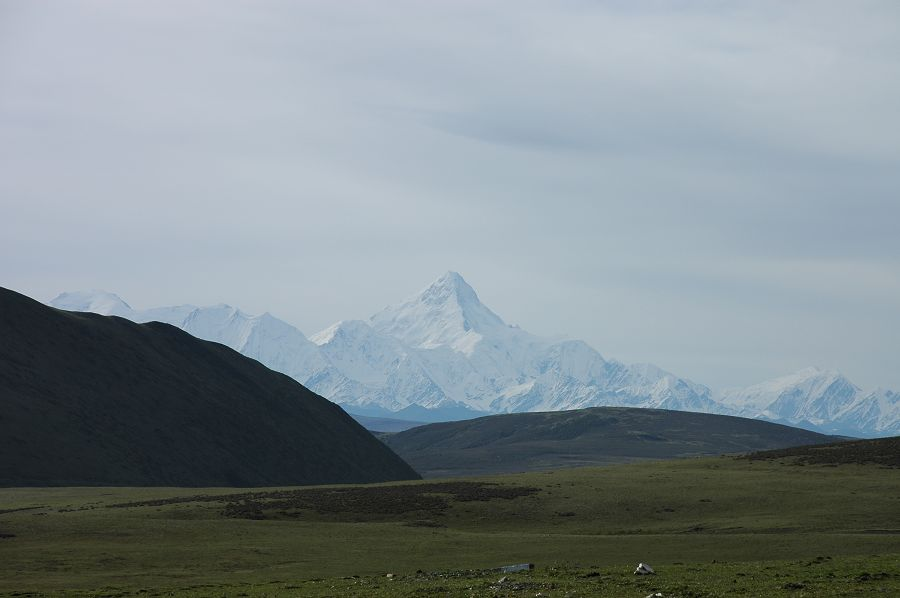
Вид с запада

Самое первое дистанционное измерение высоты горы, которая тогда называлась Бокунка, было произведено экспедицией графа Бела Сеченьи в 1877—1880. Эти исследователи определили высоту горы в 7600 метров над уровнем моря. Спустя 45 лет гора, на этот раз называемая Ганг Ка, была нарисована миссионером Дж. Х. Эдгаром снова издали.
В начале 1930-х годов (или в 1929) исследователь Джозеф Рок, сделал новую попытку измерить высоту, получилось — 30 250 футов (9220 м). Он телеграфировал об этом в Национальное Географическое Общество, как о самой высокой горе в мире. Было принято решение проверить расчёты. После обсуждения сошлись на высоте в 7803 м (25 600 футов) в официальной публикации.
В 1930 году Швейцарский географ Эдуард Имхоф определил высоту горы в 7590 метров (24 900 футов), в экспедиции принял участие геолог Арнольд Гейм.
В 1932 году Террис Мури, Артур Эммонс, Джек Янги и Ричард Бурдсал из США поднялись на вершину горы по западному склону и гребню и подтвердили высоту 7590 м. Этот пик был самой высокой вершиной, достигнутой американцами до 1958 года. Участниками экспедиции была написана классическая книга об альпинизме — «Люди против облаков».
The Himalayan Index описывает 5 дополнительных подъёмов на гору и 7 неудачных попыток. В 1981 году восемь японских альпинистов погибли при падении во время неудачной попытки. До 1999 года количество погибших при восхождении альпинистов превышало число покоривших вершину. В SummitPost сообщает, что до 2003 года гора успешна покорена только 8 раз. В общей сложности 22 альпиниста достигли вершины, а 16 альпинистов погибли.
7 октября 2017 года Павел Коржинек (Pavel Kořínek) из Чехии достиг вершины горы впервые за последние пятнадцать лет.

## Описание
Расположена на хребте Дасюэ Шань, между реками Даду и Ялун, входит в Сино-Тибетские горы.